# Marizy-Saint-Mard
Marizy-Saint-Mard är en kommun i departementet Aisne i regionen Hauts-de-France i norra Frankrike. Kommunen ligger  i kantonen Neuilly-Saint-Front som ligger i arrondissementet Château-Thierry. År 2022 hade Marizy-Saint-Mard 49 invånare.

## Befolkningsutveckling
Antalet invånare i kommunen Marizy-Saint-Mard
Referens: INSEE